# محمذن ولد باباه
محمذن ولد باباه هو سياسي ووزرير موريتاني سابق (من مواليد عام 1935 في مدينة اكجوجت)، شغل عدة مناصب إدارية ووزارية في موريتانيا، حيث سبق له أن عيّن على رأس وزارة التعليم، وكذا وزارة الدفاع في عهد الرئيس المختار ولد داداه.